# Leptodermis amoena
Leptodermis amoena là một loài thực vật có hoa trong họ Thiến thảo. Loài này được Springate mô tả khoa học đầu tiên năm 1996.